# 桃園都會區鐵路地下化計畫
桃園都會區鐵路地下化計畫（簡稱桃園鐵路地下化）為臺鐵地下化暨捷運化計畫之一，也是台灣第四座鐵路地下化計畫。計畫範圍為縱貫線鶯歌車站南側鳳鳴平交道至中壢車站南側環南路地下道之間，總長約17.945公里的區段，預計將現有鳳鳴、桃園、內壢、中壢四座地面車站改建為地下車站，並增設中路、桃園醫院、中原、平鎮等四座車站；其中，鳳鳴車站至桃園車站間採用三線，桃園車站以南則為複線。完工後將可服務桃園都會區（包含桃園市與新北市鶯歌區）沿線地區。
本計畫由交通部臺灣鐵路管理局工務處臺北工務段辦理，預計於2021年底完成細部設計，2022年初後交由交通部鐵道局施工。完工後預計分兩階段通車，第一階段為鳳鳴、桃園、內壢、中壢、平鎮五站切換至地下化新站體，預計於2033年通車；第二階段開放其餘三座車站，預計於2034年通車。因通車時程較長，故鳳鳴、平鎮此二站有興建地面臨時站的計畫，其中鳳鳴臨時站已於2024年11月30日通車，平鎮臨時站則預計於2026年5月通車。

## 計畫緣起
臺灣鐵路管理局最早的交通立體化工程臺北鐵路地下化專案自1980年代起分階段通車以來，其改善臺北都會區交通情況與促進臺北都市發展的正面效益引起桃園中壢都會區的各界人士稱羨，且自1990年代以來，桃園車站與中壢車站已雙雙位居臺鐵車站旅客人次最多的前五名以內，桃園都會區的鐵道運輸顯然已經飽和，有改善的必要性。臺灣省政府交通處在1998年進行「桃園－中壢都會區鐵路立體化與車站土地利用」研究，結果建議此段鐵路立體化採高架方式，中華民國交通部接著在2005年提出臺鐵都會區捷運化桃園段高架化建設計畫（簡稱桃園鐵路高架化），該計畫預計將縱貫線鶯歌車站南側鳳鳴平交道至中壢車站南側環南路地下道之間，總長度約15.95公里的區間改建為高架路段，並增設五座全新車站，設站計畫與現今地下化計畫大致雷同。
在時任桃園市市長鄭文燦上任後，於2015年以順應民意為由中止高架化計畫，而改推行桃園都會區鐵路地下化計畫（簡稱桃園鐵路地下化）。2015年10月2日，行政院同意已發包施工的桃園車站至內壢車站之間的臨時軌完工後，停止高架化計畫。

## 計畫內容
- 計畫期程：2020年9月至2030年12月。
- 全長17.945公里。
- 現有桃園車站、內壢車站、中壢車站改建為地下車站。
- 新增五座通勤車站：鳳鳴車站、中路車站、桃園醫院車站、中原車站、平鎮車站[10]
- 計畫經費：新臺幣1,047.93億元。
- 配合地下化工程施工，整條路線闢建為25公尺，徵收土地5萬3千多平方公尺及拆除建物2萬7千多平方公尺。
- 桃園車站至鶯歌車站南側路段（53K+300）三線化，期望解決兩站間長達8.2公里無交會待避能力的瓶頸路段，鶯歌車站至本計畫起點三線化另由其他計畫辦理。

### 經費
2019年8月交通部初審「桃園鐵路地下化綜合規劃」時，總經費預估達新臺幣1,056億元，中央政府經費分攤有兩案，分別為原先高架化的199億元、或按自償率計算近530億元，桃園市政府則希望中央政府專案補助至總經費的75%約792億元。2020年1月歷經4年半的時間獲得中華民國國家發展委員會審定，並由桃園市政府與交通部達成共識，以地方政府負擔計畫總經費25%、中央政府負擔75%方案，於2020年9月2日獲得行政院核定。

### 預期效益
- 拆除8座高架橋及8座地下道，消除20處平交道並可整合相關軌道系統，形成臺北市、新北市、桃園市通勤骨幹，有助改善都市景觀及土地利用，成為北北桃1小時軌道生活圈的綠色運輸廊帶。
- 改善市容景觀、提昇都會區環境生活品質，提昇都市土地利用價值，增加經濟效益。

## 陸橋拆除、地下道、平交道取消
- 消除19處平交道

- 東鶯里平交道
- 鳳鳴里平交道
- 建國東路平交道
- 東生公司平交道
- 玉山街平交道
- 國際路平交道
- 茄苳里平交道
- 高城路平交道
- 永豐路平交道
- 遠東路平交道
- 興仁路平交道
- 內壢南方平交道
- 自立新村平交道
- 六和平交道
- 忠義里平交道
- 普仁里平交道
- 普義里平交道
- 德育路平交道
- 埔心平交道

- 原跨越鐵路的陸橋回復平面道路5處
  - 桃鶯陸橋
  - 民族陸橋
  - 三民陸橋
  - 中原陸橋
  - 中豐陸橋
- 原穿越鐵路的地下道回復平面道路12處
  - 林森地下道（涵洞）
  - 長安地下道（涵洞）
  - 民族地下道
  - 高城六街地下道（涵洞）
  - 貿聯地下道（涵洞）
  - 普忠地下道
  - 中原地下道
  - 中新地下道
  - 元化地下道（因桃園機場捷運延伸中壢車站工程先行填平）
  - 龍岡地下道
  - 振興西路地下道
  - 環南路地下道

## 車站
| 車站名稱                | 站等 | 營運里程 縱貫線 基隆起 | 工程內容                                                 | 交會路線                              | 所在地 | 所在地 |
| ----------------------- | ---- | ---------------------- | -------------------------------------------------------- | ------------------------------------- | ------ | ------ |
| 桃園鐵路地下化          |      |                        |                                                          |                                       |        |        |
| 地下化工程起點：53.3 km |      |                        |                                                          |                                       |        |        |
| 鳳鳴                    | 簡易 | 54.2                   | 新增車站 先行建設臨時站 三線一島一岸式月台，可供列車待避 | 新北捷運 三鶯線：鶯桃福德（站外轉乘） | 鶯歌區 | 新北市 |
| 桃園                    | 一等 | 57.4                   | 既有車站地下化 四線兩島式月台，可供列車待避              | 桃園捷運 綠線 桃園捷運 棕線           | 桃園區 | 桃園市 |
| 中路                    | 簡易 |                        | 新增車站 三線一島一岸式月台，可供列車待避                |                                       | 桃園區 | 桃園市 |
| 桃園醫院                | 簡易 |                        | 新增車站                                                 |                                       | 八德區 | 桃園市 |
| 內壢                    | 三等 | 63.3                   | 既有車站地下化 四線兩島式月台，可供列車待避              | 桃園捷運 內壢宋屋楊梅線               | 中壢區 | 桃園市 |
| 中原                    | 簡易 |                        | 新增車站                                                 |                                       | 中壢區 | 桃園市 |
| 中壢                    | 一等 | 67.3                   | 既有車站地下化 四線兩島式月台，可供列車待避              | 桃園捷運 機場線 桃園捷運 綠線         | 中壢區 | 桃園市 |
| 平鎮                    | 簡易 |                        | 新增車站 先行建設臨時站                                  | 桃園捷運 橘線 桃園捷運 內壢宋屋楊梅線 | 平鎮區 | 桃園市 |
| 地下化工程終點：71.2 km |      |                        |                                                          |                                       |        |        |

## 計畫歷史

### 原高架化計畫
- 1998年：臺灣省政府交通處進行「桃園－中壢都會區鐵路立體化與車站土地利用」研究。[6]
- 2005年：交通部提出「臺鐵都會區捷運化桃園段高架化建設計畫」。[13]
- 2008年3月26日：交通部召開「臺鐵都會區捷運化桃園段高架化建設計畫」綜合規劃第一次審查會議。
- 2008年11月19日：交通部召開「臺鐵都會區捷運化桃園段高架化建設計畫」綜合規劃第二次審查會議。
- 2008年12月31日：行政院經濟建設委員會召開「臺鐵都會區捷運化桃園段高架化建設計畫」會議。
- 2009年2月2日：行政院經建會召會審核通過。
- 2009年2月27日：行政院審核通過。[6]
- 2010年3月23日：K55+500～K56+840便線路基工程。
- 2010年9月9日：DL01標鳳鳴降挖段，已經於2010年9月9日公開閱覽。
- 2010年：K53+350～K69+300臨時軌號誌及電車線工程開工。
- 2010年：K53+800～K70+000臨時軌舖設工程開工。
- 2010年：委託環境監測技術服務。
- 2013年7月：臨時軌路基工程開工，在2014年底切換到臨時軌營運。[14]
- 2014年1月：因為鐵路用地必須租用民地受阻。要等到土地徵收後，臨時用軌道才能動工，致使先前預估完工時程增添變數。[15]
- 2014年5月：桃園段高架化建設計畫網站發佈，受「都市計畫變更作業」尚未完成之影響，無法辦理「永久軌用地」取得作業及「都市設計審議」作業，本計畫進度目前呈現落後狀況。[16]
- 2015年7月26日：桃園車站臨時站房與臨時月台啟用。[17]

### 地下化計畫
- 2016年12月24日：鐵路地下化可行性研究報告交通部核定。[18]
- 2017年1月18日：鐵路地下化可行性研究獲中華民國國家發展委員會核定。[19]
- 2017年7月31日：行政院核定可行性研究。[20]
- 2018年9月15日：中壢車站地下化先導工程開工。[21]
- 2019年5月28日：交通部核定綜合規劃。[22]
- 2019年9月20日：桃園車站地下化先導工程開工。[23]
- 2019年12月24日：環評通過。[24]
- 2020年1月7日：國發會確定綜合規劃以地方政府負擔計畫總經費25%、中央政府負擔75%。[25]
- 2020年9月2日：行政院核定綜合規劃。[26]
- 2020年10月14日：中壢車站臨時後站與跨站天橋啟用。[27]
- 2020年12月20日：鳳鳴車站（臨時站）開工。[28]
- 2020年12月10日：細部設計DJ01標（北段鐵路工程設計）決標。[29]
- 2020年12月14日：細部設計DJ02標（南段鐵路工程設計）決標。[30]
- 2021年1月8日：細部設計DJ03標（系統機電工程設計）決標。[31]
- 2021年11月15日：平鎮車站（臨時站）開工。[5]
- 2022年6月24日：中壢車站臨時前站開工。[32]
- 2022年11月28日：土建CJ18標（平鎮車站路段鐵路地下化工程）開工。[33]
- 2024年5月30日：土建CJ17標（中壢車站路段鐵路地下化工程）開工。[33]
- 2024年6月16日：中壢車站臨時前站啟用。[34]
- 2024年6月30日：土建CJ16標（中原車站路段鐵路地下化工程）開工。[33]
- 2024年7月1日：土建CJ12標（桃園車站路段鐵路地下化工程）、土建CJ13標（中路車站路段鐵路地下化工程）開工。[33]
- 2024年11月30日：鳳鳴車站（臨時站）通車。[4]

#### 預定時程
- 2026年5月：平鎮車站（臨時站）通車。[5]
- 2033年1月：鳳鳴車站、桃園車站、內壢車站、中壢車站、平鎮車站地下化站體啟用。（第一階段通車）[2][3]
- 2034年9月：中路車站、桃園醫院車站、中原車站通車。（第二階段通車）[2][3]

## 工程現況

### 施工作業
- 進度更新至2025年6月底。[35]

| 計畫                     | 工程名稱                                                   | 預計完工 日期 | 實際進度 （％） | 備註 |
| ------------------------ | ---------------------------------------------------------- | ------------- | --------------- | ---- |
| 交通部鐵道局北部工程分局 | 桃園段地下化建設計畫CK01標增設平鎮臨時站新建工程           | 2030/11/26    | 39.53%          |      |
| 交通部鐵道局北部工程分局 | 桃園段地下化建設計畫CJ02標內壢段及中原段臨時軌第一階段工程 | 2026/01/12    | 73.57%          |      |
| 交通部鐵道局北部工程分局 | 桃園段地下化建設計畫CJ03標中壢臨時前站新建工程             | 2025/04/30    | 100%            |      |
| 交通部鐵道局北部工程分局 | 桃園段地下化建設計畫CJ04標桃園段及桃園醫院段臨時軌工程     | 2028/04/30    | 19.63%          |      |
| 交通部鐵道局北部工程分局 | 桃園段地下化建設計畫CJ12標桃園車站路段鐵路地下化工程       | 2030/06/29    | 1.20%           |      |
| 交通部鐵道局北部工程分局 | 桃園段地下化建設計畫CJ13標中路車站路段鐵路地下化工程       | 2030/12/29    | 0.41%           |      |
| 交通部鐵道局北部工程分局 | 桃園段地下化建設計畫CJ16標中原車站路段鐵路地下化工程       | 2031/06/01    | 0.69%           |      |
| 交通部鐵道局北部工程分局 | 桃園段地下化建設計畫CJ17標中壢車站路段鐵路地下化工程       | 2031/04/30    | 2.75%           |      |
| 交通部鐵道局北部工程分局 | 桃園段地下化建設計畫CJ18標平鎮段地下化工程                 | 2030/11/26    | 11.08%          |      |
| 交通部鐵道局北部工程分局 | 桃園段地下化建設計畫SJ01標臨時軌電子聯鎖系統工程           | 2028/06/04    | 64.47%          |      |
| 交通部鐵道局北部工程分局 | 桃園段地下化建設計畫SJ02標臨時軌列車自動防護系統(ATP)工程  | 2026/09/26    | 37.14%          |      |
| 交通部鐵道局北部工程分局 | 桃園段地下化建設計畫EJ02標臨時軌行車調度無線電話系統工程   | 2025/03/31    | 76.13%          |      |
| 交通部鐵道局北部工程分局 | 桃園段地下化建設計畫EJ03標臨時軌傳輸系統工程               | 2026/07/23    | 81.85%          |      |

### 預定時程與進度
| 路線\進度                          | 可行性研究 | 可行性研究 | 可行性研究     | 可行性研究     | 可行性研究     | 綜合規劃 | 綜合規劃 | 綜合規劃       | 綜合規劃       | 綜合規劃       | 綜合規劃       | 設計        | 設計        | 招標  | 招標  | 執行  | 執行  | 執行     | 執行  | 預 計 完 工 | 備註 \| █ 已完成或核定 █ 進行中 █ 預定啟動 \| |
| 路線\進度                          | 啟 動      | 送 審      | 交 通 部 核 定 | 國 發 會 核 定 | 行 政 院 核 定 | 啟 動    | 環 評    | 環 境 部 核 定 | 交 通 部 核 定 | 國 發 會 核 定 | 行 政 院 核 定 | 設 計 完 成 | 審 議 完 成 | 公 示 | 決 標 | 施 工 | 完 工 | 試 營 運 | 履 勘 | 預 計 完 工 | 備註 \| █ 已完成或核定 █ 進行中 █ 預定啟動 \| |
| ---------------------------------- | ---------- | ---------- | -------------- | -------------- | -------------- | -------- | -------- | -------------- | -------------- | -------------- | -------------- | ----------- | ----------- | ----- | ----- | ----- | ----- | -------- | ----- | ----------- | --------------------------------------------- |
| 桃園都會區鐵路地下化計畫           |            |            |                |                |                |          |          |                |                |                |                |             |             |       |       |       |       |          |       |             | 2033年(第一階段) 2034年(第二階段)             |
| █ 已完成或核定 █ 進行中 █ 預定啟動 |            |            |                |                |                |          |          |                |                |                |                |             |             |       |       |       |       |          |       |             |                                               |

## 爭議
在吳志揚時期動工的桃園鐵路高架化工程，突然被鄭文燦以民意希望地下化為由中止，並開始規劃鐵路地下化。遭批手段野蠻粗暴，不但使工程經費從新臺幣308億元暴增至945億元（後增至1047億元），還大幅延後了鐵路立體化完工日期，並引發桃園鐵路是否需要地下化的爭論。之後鄭文燦表示將學習京都車站的做法為樣本，完成車站與鐵路的地下共構設計，打造北部都市圈最西的桃園地標。但京都車站為平面與高架車站，沒有地下月台與軌道。預計2020年地下化工程動工。完工日期則從2025年延後至2026年，被議員質疑政策跳票。新北市政府也因完工遙遙無期，設法讓鳳鳴車站與桃園鐵路地下化工程脫鉤，於2025年如期啟用。